# جاكوب كروز
جاكوب كروز (بالإنجليزية: Jacob Cruz)‏ هو لاعب كرة قاعدة أمريكي، ولد في 28 يناير 1973 في أوكسنارد في الولايات المتحدة.

## وصلات خارجية
- جاكوب كروز على موقع دوري كرة القاعدة الرئيسي (الإنجليزية)
- جاكوب كروز على موقع دوري كوريا الجنوبية لكرة القاعدة (الإنجليزية)
- جاكوب كروز على موقعبيزبول رفرنس.كوم (الدوري الرئيسي) (الإنجليزية)
- جاكوب كروز على موقعبيزبول رفرنس.كوم (الدوري الثانوي) (الإنجليزية)
- جاكوب كروز على موقع إي إس بي إن.كوم (أم.أل.بي) (الإنجليزية)
- جاكوب كروز على موقع مشجعي الرسوم البيانية (الإنجليزية)